# Sue Gardner
Sue Gardner (Bridgetown, 11 mei 1967) is een Canadese journaliste. Ze was van december 2007 tot 1 juni 2014 directeur van de Wikimedia Foundation in San Francisco.

## Opleiding en journalistiek
Gardner groeide op in Port Hope in Ontario. Ze studeerde van 1987 tot 1990 journalistiek aan de Ryerson University. Na haar studie werkte ze meer dan tien jaar voor de Canadian Broadcasting Corporation als producer, verslaggeefster en documentairemaakster. In 2006 werd ze hoofd van de internet-afdeling van CBC tot ze in december 2007 overstapte naar de Wikimedia Foundation. In 2013 maakte ze bekend dat ze wat anders zou gaan doen zodra een opvolger was gevonden die de organisatie zou gaan leiden. Op 1 juni 2014 werd ze opgevolgd door de Amerikaanse informaticus Lila Tretikov.
- MusicBrainz: ddb0633a-c336-4939-9e48-aaacc81b5636